# 405년

## 연호
- 동진(東晉) 원흥(元興) 4년 / 의희(義熙) 원년
- 고구려(高句麗) 영락(永樂) 15년
- 후연(後燕) 광시(光始) 5년
- 후진(後秦) 홍시(弘始) 7년
- 북위(北魏) 천사(天賜) 2년
- 북량(北凉) 영안(永安) 5년
- 남연(南燕) 건평(建平) 6년 / 태상(太上) 원년
- 서량(西凉) 건초(建初) 원년

## 기년
- 동진(東晉) 안제(安帝) 9년
- 북위(北魏) 도무제(道武帝) 20년
- 신라(新羅) 실성 마립간(實聖麻立干) 4년
- 고구려(高句麗) 광개토왕(廣開土王) 15년
- 백제(百濟) 아신왕(阿莘王) 14년 / 전지왕(腆支王) 원년

## 사건
- 백제, 한학 일본에 전함.
- 백제, 아신왕 세상을 떠남. 그의 아들 영이 전지왕으로 왕의 자리에 오름.
- 혈례, 왕위를 찬탈하려다가 발각되어 참살당함.

## 사망
- 백제(百濟) 17대 왕 아신왕(阿莘王)